# Squatina caillieti
Squatina caillieti — вид акул з роду акула-ангел родини акулоангелових. Інша назва «філіппінська акула-янгол». Латинську назву отримала на честь американського іхтіолога Грегора Кайллієта.

## Опис
Загальна довжина невідома. Досліджено лише один екземпляр (голотип) цієї акули, що становив 33 см. Голова велика. Морда округла з вусиками. Очі помірного розміру, горизонтально-овальні, розташовані доволі близько одне до одного. За ними розташовані бризкальця у формі напівмісяця. Рот широкий, розташовано у передній частині голови. Зуби маленькі, дуже гострі, конічної форми. На верхній щелепі їх 10 рядків, на нижній — 9. У неї 5 пар зябрових щілин, розташовані за головою. Тулуб масивний, щільний, сплощений. Грудні плавці великі, широкі, прямі, утворюють кут у 120°. Поверхня спини та спинних плавців вкрита невеличкими шкіряними зубчиками. Має 2 маленьких спинних плавця однакового розміру, розташованих у хвостовій частині. Черево гладеньке. Анальний плавець відсутній. Хвостовий плавець невеличкий, його нижня лопать більша за верхню.
Забарвлення спини зеленувато-коричневе з розмитими коричневими плямами. Черево білого кольору. Кінчики черевних плавців з білою облямівкою. Під спинними плавцями розташовані темні сідлоподібні плями.

## Спосіб життя
Тримається на глибинах 363—385 м. Волі до м'яких ґрунтів. активна переважно вночі або присмерку. Живиться дрібною рибою, ракоподібними і невеличкими головоногими молюсками.
Вважається яйцеживородною акулою, проте жодних чітких відомостей стосовно паруванні розмноження немає.

## Розповсюдження
Мешкає біля південного узбережжя о. Лусон (Філіппіни).